# Zaljev morskih pasa
Zaljev morskih pasa (engleski: Shark Bay) je zaljev u Indijskom oceanu, u australskoj pokrajini Gascoyne (Zapadna Australija) 800 km sjeverno od Pertha, na najzapadnijoj obali Australije. Zaljev morskih pasa je otkrio nizozemski istraživač Dirk Hartog još 1616. godine, što je bila druga skupina Europljana koja je posjetila Australiju općenito (nakon što je posada broda Duyfken, pod kapetanom Willemom Janszoonom, posjetila Cape York 1606. godine). Ime mu je dao britanski istraživač William Dampier prilikom istraživanja australske zapadne obale 1699. godine.
Zaljev prekriva područje od oko 10,000 km² i ima prosječnu dubinu od 10 metara. Podijeljen je plitkim obalama i ima mnogo poluotoka i otoka. Danas u ovom području živi manje od 1000 stanovnika na više od 1,500 km morske obale i njihovih šest malih naselja zauzima tek 1% ukupnog područja.
Zaljev morskih pasa je upisan na UNESCO-ov popis mjesta svjetske baštine u Australiji i Oceaniji 1991. godine kao izrazito važno zoološko područje u kojem obitava više od 10,000 dugonga (vrste sirena), što je 10% svjetske populacije, ali i 26 drugih ugroženih australskih sisavaca, 323 vrste riba (poput raža i morskih pasa po kojima je zaljev i dobio ime), te više od 230 vrsta ptica i 150 vrsta reptila. Zaljev morskih pasa ima najveće područje morske trave na svijetu koje prekriva više od 4000 km², većinom na Obali morske trave Wooramel (1030 km²), ali i najveći broj vrsta morskih trava. Vruća i suha klima u Zaljevu morskih pasa, ali i velika koncentracija morskih trava koje sprječavaju kruženje morskih struja, imaju za posljedicu veliko hlapljenje i salinitet vode koja je oko 1,5 do 2 puta slanija od okolnih oceanskih voda. Tako su u južnom dijelu zaljeva, Bazenu Hamelin, mikrobi stvorili nakupine stromatolita, starih više od 3000 godina, koje su najraznovrsnije i najobilnije na svijetu.
U zaštićenom području od 23,000 km² nalazi se više nacionalnih parkova: 
- Pomorski park Shark Bay
- Nacionalni park Francois Peron
- Rezervat prirode Hamelin Pool
- Državni rezervat Zuytdorp,

te više zaštićenih otoka (Otok Dirk Hartog, Faure, Monkey Mia, Otok Friday, Otok Bernier, i dr.)
- Zaljeva morskih pasa u pozadini space shutlea Endeavour u siječnju 1996. god.
- Steep Point između otoka Dirk Hartog i poluotoka Useless Loop
- Stromatoliti u Bazenu Hamelin
- Dupin u rezervatu Monkey Mia
- Put za kamionete na poluotoku Peron

## Vanjske poveznice
- Službena stranica upravnog okruga Zaljeva morskih pasa (engl.) Posjećeno 10. travnja 2011.
- Službena stranica svjetske baštine Zaljeva morskih pasa (engl.) Posjećeno 10. travnja 2011.